# Joë u mrówek
Joë u mrówek (fr. Joë chez les fourmis, w nowym dubbingu jako Joe u Mrówek) – serial animowany, jedna z pierwszych zachodnich animowanych dobranocek, emitowana w Telewizji Polskiej w latach 60. Opowiada o przygodach chłopca zmniejszonego do rozmiaru mrówki, mieszkającego w mrowisku.

## Spis

### Sezony
| N° | Odcinki   | PL-Premiera       | FR-Premiera   |
| -- | --------- | ----------------- | ------------- |
| 1  | 1-13 (13) | lata 60. XX wieku | 3 lutego 1962 |

### Odcinki
| N°                         | Polski tytuł (1. Dubbing) | Polski tytuł (2. Dubbing) | Francuski tytuł        |
| -------------------------- | ------------------------- | ------------------------- | ---------------------- |
|                            |                           |                           |                        |
| SERIA PIERWSZA (1962-1965) |                           |                           |                        |
|                            |                           |                           |                        |
| 01                         | Joë u mrówek              | Dolina Mrówek - Część 1   | Joë chez les fourmis   |
|                            |                           |                           |                        |
| 02                         | Wizyta w dolinie Mrówek   | Dolina Mrówek - Część 2   | Visite à Fourmi-City   |
|                            |                           |                           |                        |
| 03                         | Szkoła mrówek             | W Szkole                  | L'École des fourmis    |
|                            |                           |                           |                        |
| 04                         | Gigantyczny grzyb         | Polowanie na Grzyba       | Le Champignon géant    |
|                            |                           |                           |                        |
| 05                         | Burza w Mrówkowie         | Burza                     | Orage à Fourmi-City    |
|                            |                           |                           |                        |
| 06                         | Wielki cyrk               | Wielki Cyrk               | Le Grand Cirque        |
|                            |                           |                           |                        |
| 07                         | Cykada i mrówka           | Cykadalne Mrówki          | La Cigale et la fourmi |
|                            |                           |                           |                        |
| 08                         | Nieznany piosenkarz       | Tajemnicze Piosenkarz     | Le Chanteur inconnu    |
|                            |                           |                           |                        |
| 09                         | Gigantyczna mrówka        | Mrówka XXL                | La Fourmi géante       |
|                            |                           |                           |                        |
| 10                         | Mały pociąg               | Mrówczy Pociąg            | Le Petit Train         |
|                            |                           |                           |                        |
| 11                         | Wielka bitwa              | Wielka Bitwa              | La Grande Bataille     |
|                            |                           |                           |                        |
| 12                         | Spotkanie                 | Spotkanie                 | La Réunion au sommet   |
|                            |                           |                           |                        |
| 13                         | Przypomnienia Joë         | Przypomnienia Joe         | Les Mémoires de Joë    |
|                            |                           |                           |                        |